# Paddy McCarthy (rugby à XV)
Pour les articles homonymes, voir MacCarthy.
Pas d'image ? Cliquez ici

a Compétitions nationales et continentales officielles uniquement.

b Matchs officiels uniquement.
Dernière mise à jour le 9 mars 2025.
Paddy McCarthy, né le 28 mai 2003 à Dublin (Irlande), est un joueur irlandais de rugby à XV jouant au poste de pilier au Leinster.
Son frère ainé, Joe McCarthy, est également joueur de rugby à XV au Leinster.

## Biographie
Paddy McCarthy naît à Dublin en Irlande. Il commence la pratique du rugby à XV au Old Belvedere RFC, puis fréquente le Blackrock College (en) où il joue pour l'équipe de rugby à XV avec son futur coéquipier Gus McCarthy. Il remporte notamment à la Leinster Schools Senior Cup,. Il étudie ensuite au Trinity College et joue pour le Dublin University FC.
Il est aussi international irlandais chez les moins de 20 ans avec qui il réalise le Grand Chelem lors du Tournoi des Six Nations en 2023. Il est alors l'un des meilleurs joueurs irlandais du Tournoi et est considéré comme un joueur à très fort potentiel, étant même comparé à Tadhg Furlong. Il est aussi sélectionné pour le Championnat du monde junior 2023 qu'il perd en finale contre la France,.
Après ces bonnes performances en sélection, il rejoint le centre de formation du Leinster à partir de la saison 2023-2024.
Paddy McCarthy fait ses débuts professionnels avec la province en début de saison 2023-2024 du United Rugby Championship contre les Glasgow Warriors. Il joue un total de quatre matchs pour sa première saison professionnelle.
Il profite des nombreuses absences à son poste pour jouer son premier match de la saison 2024-2025, en deuxième partie de saison contre les Stormers en United Rugby Championship. Au mois de février 2025, il joue pour la première fois avec l'équipe d'Irlande A (en) contre l'Angleterre A et perd ce match 28 à 12. En fin de saison, son équipe remporte la finale du United Rugby Championship en battant les Sud-Africains des Bulls sur le score de 32 à 7.

## Palmarès

### En province
- Leinster
  - Vainqueur du United Rugby Championship en 2025.

### En équipe nationale
- Irlande -20
  - Vainqueur du Tournoi des Six Nations des moins de 20 ans en 2023 (Grand Chelem).
  - Finaliste du Championnat du monde junior en 2023.